# Lazare Ponticelli

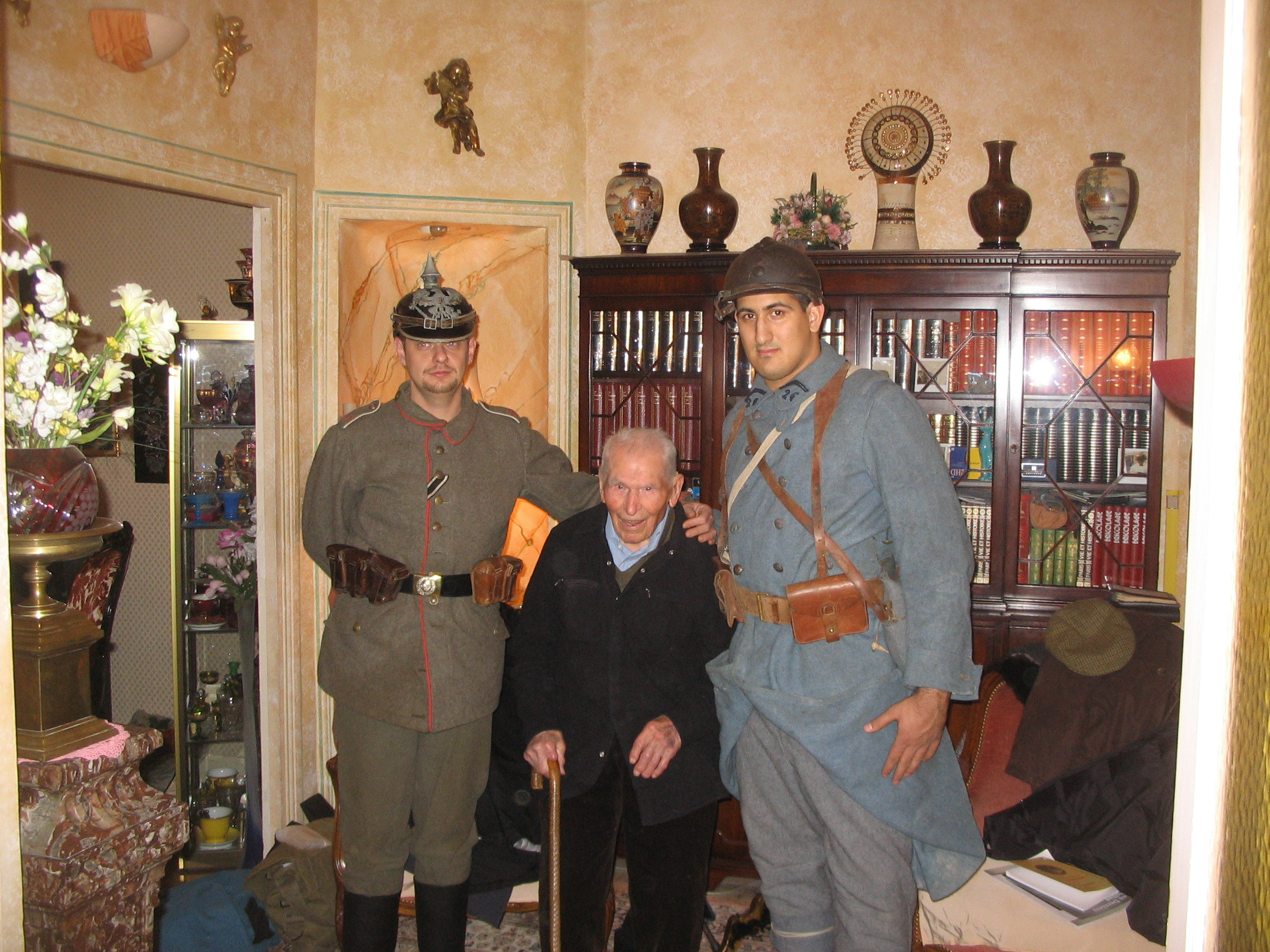
Lazare Ponticelii (w środku) z rekonstruktorami armii francuskiej i pruskiej

Lazare Ponticelii (ur. 7 grudnia 1897 w Bettoli, zm. 12 marca 2008 w Le Kremlin-Bicêtre) – francuski żołnierz, który w wieku 110 lat był ostatnim żyjącym weteranem I wojny światowej walczącym w mundurze francuskim.

## Życiorys
Był dzieckiem włoskich imigrantów, przybył do Francji w wieku dziewięciu lat. W 1914 roku, w wieku 17 lat, zgłosił się do Legii Cudzoziemskiej, by bronić swej przybranej ojczyzny, dodając sobie rok w oświadczeniu o wieku. Pełnił służbę na froncie w pobliżu Soissons w Pikardii.
W maju 1915 roku, po przystąpieniu Włoch do wojny, został wezwany do służby w armii włoskiej. Służył w niej przez resztę wojny jako strzelec karabinu maszynowego w czasie walk z Austriakami w Alpach. Po demobilizacji w 1920 roku powrócił do Francji. W 1939 otrzymał francuskie obywatelstwo. Drugi raz zgłosił się do wojska, gdy wybuchła II wojna światowa; został wówczas odesłany do domu z racji podeszłego wieku. Nie przeszkodziło mu to jednak zaangażować się w działalność podziemia.
Został odznaczony m.in. Legią Honorową V klasy, Krzyżem Wojennym, Krzyżem Kombatanta, czy włoskim Orderem Vittorio Veneto.

### Ceremonia pogrzebowa
Lazare Ponticelli długo nie chciał się zgodzić na zorganizowanie po jego śmierci uroczystego, oficjalnego pogrzebu. Ustąpił pod warunkiem, że ceremonia będzie skromna i dedykowana wszystkim uczestnikom I wojny światowej.
Ceremonia pogrzebowa odbyła się w Pałacu Inwalidów w Paryżu. Uroczystość rozpoczęła się mszą żałobną w kościele św. Ludwika, po której na dziedzińcu Pałacu Inwalidów – tradycyjnym miejscu pamięci francuskich weteranów – oddano zmarłemu honory wojskowe. W uroczystości wzięło udział ponad 500 osób, w tym prezydent Nicolas Sarkozy i jego poprzednik Jacques Chirac, premier François Fillon z ministrami swego rządu, członkowie rodziny zmarłego i kombatanci. W mowie wygłoszonej na dziedzińcu Pałacu prezydent Sarkozy przywołał 8,5 miliona francuskich żołnierzy I wojny światowej słowami: Jest naszym obowiązkiem by na przekór historii zachować (o nich) żywą pamięć. Nie tworzy się swojej przyszłości zapominając przeszłość, lecz biorąc za nią odpowiedzialność i przekraczając ją. Ale wspomnienie jest kruche, gdy nadchodzi śmierć. Pisarz i członek Akademii Francuskiej, Max Gallo, określił zmarłego jako człowieka pokoju, skromnego i bohaterskiego, Włocha z urodzenia, Francuza z wyboru. Prezydent Sarkozy odsłonił w Pałacu Inwalidów tablicę pamiątkową ku czci ofiar I wojny światowej. Na budynkach publicznych opuszczono tego dnia flagi narodowe do połowy masztu, a w urzędach uczczono pamięć ostatniego weterana minutą ciszy.